# Zamaradopsis tenera
Zamaradopsis tenera là một loài bướm đêm trong họ Geometridae.